# Fi1 Ceti
Fi1 Ceti, som är stjärnans Bayer-beteckning, är en ensam stjärna belägen i den västra delen av stjärnbilden Valfisken och har även Flamsteed-beteckningen 17 Ceti. Den har en högsta skenbar magnitud på 4,75 och är svagt synlig för blotta ögat där ljusföroreningar ej förekommer. Baserat på parallaxmätning inom Hipparcosuppdraget på ca 14,0 mas, beräknas den befinna sig på ett avstånd på ca 234 ljusår (ca 72 parsek) från solen. Den rör sig bort från solen med en heliocentrisk radialhastighet på ca 0,3 km/s. Stjärnans rörelse genom rymden tyder på att den troligen ingår i den föreslagna rörelsegruppen Wolf 630. Detta är en uppsättning stjärnor centrerade kring Wolf 630 som rör sig nästan parallellt och kan vara tidigare medlemmar i en upplöst öppen stjärnhop.

## Egenskaper
Fi1 Ceti är en orange till gul jättestjärna av spektralklass K0 III, som ingår i röda klumpen och befinner sig på den horisontella jättegrenen. Den genererar energi genom termonukleär fusion av helium i dess kärna. Den har en massa som är ca 1,6 solmassor, en radie som är ca 11 solradier och utsänder från dess fotosfär ca 54 gånger mera energi än solen vid en effektiv temperatur av ca 4 800 K.
Fi1 Ceti misstänks vara variabel med skenbar magnitud som varierar mellan 4,75 och 4,78.